# Wuzu (köpinghuvudort i Kina, Hubei Sheng, lat 30,17, long 115,94)
Wuzu (kinesiska: 五祖) är en köpinghuvudort i Kina. Den ligger i provinsen Hubei, i den centrala delen av landet, omkring 160 kilometer öster om provinshuvudstaden Wuhan. Antalet invånare är 13 971. Befolkningen består av 6 875 kvinnor och 7 096 män. Barn under 15 år utgör 19,0 %, vuxna 15-64 år 65 %, och äldre över 65 år 14,0 %.
Runt Wuzu är det tätbefolkat, med 659 invånare per kvadratkilometer. Närmaste större samhälle är Fuyu, 17,5 km öster om Wuzu. I omgivningarna runt Wuzu växer i huvudsak blandskog.
Genomsnittlig årsnederbörd är 1 892 millimeter. Den regnigaste månaden är maj, med i genomsnitt 282 mm nederbörd, och den torraste är januari, med 46 mm nederbörd.